# EuroLeague Women 2023-2024
L'Eurolega di pallacanestro femminile 2023-2024 è stata la trentatreesima edizione della massima competizione europea per club.
 Detentrice del trofeo era la squadra turca del Fenerbahçe. 
Il torneo è iniziato il 20 settembre 2023 e si è concluso il 14 aprile 2024 con le Final Four.
La squadra turca del Fenerbahçe ha vinto il suo secondo trofeo battendo nella finale la squadra francese del Villeneuve d'Ascq LM.

## Regolamento
Le 16 squadre partecipanti alla stagione regolare sono state divise in due gironi da 8, con partite di andata e ritorno per un totale di 14 giornate.
Le prime 4 di ogni girone si sono qualificate ai quarti di finale (disputati al meglio delle 3 partite). Le vincenti dei quarti di finale hanno partecipato alla Final Four.

## Squadre partecipanti
Le squadre che hanno partecipato alla competizione sono state diciannove (da otto paesi diversi), di cui tredici con accesso diretto alla regular season e tre che vi sono accedute
da un turno preliminare, costituito da tre gironi da due squadre ciascuno con passaggio del turno per somma dei punti realizzati in casa e fuori.
Le tre squadre eliminate nel turno di qualificazione:

 Besiktas

 London Lions

 TTT Rīga

hanno avuto accesso all'EuroCup Women.
| Francia                 | LDLC ASVEL Feminin(campione)       |
| Francia                 | Villeneuve d'Ascq LM(seconda)      |
| Francia                 | Basket Landes (quinta)             |
| Spagna                  | Valencia Basket Club(campione)     |
| Spagna                  | Perfumerías Avenida (terza)        |
| Spagna                  | Casademont Zaragoza(quarta)        |
| Italia                  | Beretta Famila Schio(campione)     |
| Italia                  | Virtus Segafredo Bologna (seconda) |
| Turchia                 | Fenerbahçe Alagoz Holding          |
| Turchia                 | CBK Mersin Yenişehir Bld           |
| Polonia                 | Polski Cukier AZS UMCS Lublin      |
| Ungheria                | Serco UNI Gyor                     |
| Repubblica Ceca         | ZVVZ USK Praha                     |
| Turno di qualificazione |                                    |
| Romania                 | ACS Sepsi SIC                      |
| Polonia                 | BC Polkowice                       |
| Ungheria                | DVTK HUN-Therm                     |

Legenda:
      detentore;       finalista; EC: vincitrice dell'EuroCup Women 2022.

## Turno di qualificazione
Le partite sono state disputate nei giorni 20 e 27 settembre 2023.
| Squadra 1     | Totale  | Squadra 2      | Andata  | Ritorno |
| ------------- | ------- | -------------- | ------- | ------- |
| ACS Sepsi SIC | 122-116 | TTT Rīga       | 59 - 54 | 63 - 62 |
| Besiktas      | 121-136 | BC Polkowice   | 57 - 58 | 64 - 78 |
| London Lions  | 121-135 | DVTK HUN-Therm | 48 - 63 | 73 - 72 |

## Regular Season
Le partite si sono disputate dal 4 ottobre 2023 al 30 gennaio 2024.

### Gruppo A
| Pos | Squadra                       | G  | V  | P  | PF   | PS   | DP   | Pt | Qualificazione        |       | FENER | DVTK  | ZARAG | SCH   | VBC   | LYON   | SSIC   | AZS   |
| --- | ----------------------------- | -- | -- | -- | ---- | ---- | ---- | -- | --------------------- | ----- | ----- | ----- | ----- | ----- | ----- | ------ | ------ | ----- |
| 1   | Fenerbahçe Alagoz Holding     | 14 | 12 | 2  | 1198 | 909  | +289 | 26 | Qualificate ai quarti |       |       | 95–71 | 71–65 | 90–64 | 96–66 | 106–57 | 110–63 | 72–61 |
| 2   | DVTK HUN-Therm                | 14 | 9  | 5  | 927  | 916  | +11  | 23 | Qualificate ai quarti |       | 64–81 |       | 66–63 | 73–69 | 67–56 | 70–64  | 72–54  | 74–44 |
| 3   | Casademont Zaragoza           | 14 | 9  | 5  | 943  | 875  | +68  | 23 | Qualificate ai quarti |       | 71–74 | 70–68 |       | 56–51 | 59–47 | 63–60  | 85–57  | 96–49 |
| 4   | Beretta Famila Schio          | 14 | 9  | 5  | 996  | 951  | +45  | 23 | Qualificate ai quarti |       | 75–67 | 55–59 | 73–59 |       | 77–72 | 84–58  | 88–72  | 70–50 |
| 5   | Valencia Basket Club          | 14 | 8  | 6  | 991  | 937  | +54  | 22 |                       |       | 64–88 | 84–59 | 85–56 | 87–60 |       | 70–91  | 68–57  | 64–45 |
| 6   | LDLC ASVEL Feminin            | 14 | 5  | 9  | 1021 | 1079 | −58  | 19 |                       | 89–81 | 57–67 | 64–67 | 83–90 | 61–70 |       | 94–77  | 73–72  |       |
| 7   | ACS Sepsi SIC                 | 14 | 2  | 12 | 923  | 1108 | −185 | 16 |                       | 49–82 | 68–80 | 68–69 | 58–70 | 61–71 | 86–85 |        | 88–58  |       |
| 8   | Polski Cukier AZS UMCS Lublin | 14 | 2  | 12 | 806  | 1030 | −224 | 16 |                       | 50–85 | 56–37 | 42–64 | 67–70 | 60–87 | 76–85 | 76–65  |        |       |

### Gruppo B
| Pos | Squadra                  | G  | V  | P  | PF   | PS   | DP   | Pt | Qualificazione        |       | ZVVZ  | CBK   | VDA   | AVE   | VIRT  | POL   | LAN   | GYOR  |
| --- | ------------------------ | -- | -- | -- | ---- | ---- | ---- | -- | --------------------- | ----- | ----- | ----- | ----- | ----- | ----- | ----- | ----- | ----- |
| 1   | ZVVZ USK Praha           | 14 | 12 | 2  | 1056 | 914  | +142 | 26 | Qualificate ai quarti |       |       | 71–67 | 74–63 | 78–64 | 69–61 | 72–56 | 85–63 | 75–71 |
| 2   | CBK Mersin Yenişehir Bld | 14 | 9  | 5  | 961  | 948  | +13  | 23 | Qualificate ai quarti |       | 56–77 |       | 54–70 | 77–82 | 64–61 | 77–57 | 79–75 | 75–63 |
| 3   | Villeneuve d'Ascq LM     | 14 | 8  | 6  | 1043 | 985  | +58  | 22 | Qualificate ai quarti |       | 90–81 | 60–69 |       | 82–58 | 78–62 | 85–72 | 74–61 | 93–92 |
| 4   | Perfumerías Avenida      | 14 | 8  | 6  | 943  | 922  | +21  | 22 | Qualificate ai quarti |       | 53–64 | 67–56 | 79–65 |       | 58–62 | 75–66 | 69–44 | 56–42 |
| 5   | Virtus Segafredo Bologna | 14 | 7  | 7  | 995  | 999  | −4   | 21 |                       |       | 69–90 | 65–73 | 65–62 | 79–75 |       | 90–69 | 74–66 | 76–70 |
| 6   | BC Polkowice             | 14 | 6  | 8  | 1026 | 1070 | −44  | 20 |                       | 75–68 | 59–66 | 77–61 | 73–78 | 81–78 |       | 88–72 | 92–82 |       |
| 7   | Basket Landes            | 14 | 4  | 10 | 956  | 1032 | −76  | 18 |                       | 62–69 | 70–72 | 80–71 | 69–48 | 70–68 | 75–81 |       | 83–75 |       |
| 8   | Serco UNI Gyor           | 14 | 2  | 12 | 1000 | 1110 | −110 | 16 |                       | 64–83 | 71–76 | 61–89 | 65–81 | 74–85 | 91–80 | 79–66 |       |       |

## Fase a eliminazione diretta
Le partite di andata si sono disputate il 21 febbraio, quelle di ritorno il 28 febbraio, gli spareggi il 06 marzo 2024.

### Quarti di finale
| Squadra 1                 | Totale | Squadra 2            | Gara 1  | Gara 2  | Gara 3  |
| ------------------------- | ------ | -------------------- | ------- | ------- | ------- |
| CBK Mersin Yenişehir Bld  | 2 – 1  | Casademont Zaragoza  | 79 - 62 | 56 - 57 | 86 - 63 |
| DVTK HUN-Therm            | 1 - 2  | Villeneuve d'Ascq LM | 78 - 66 | 59 - 63 | 58 - 73 |
| ZVVZ USK Praha            | 2 – 1  | Beretta Famila Schio | 78 - 60 | 61 - 73 | 74 - 54 |
| Fenerbahçe Alagoz Holding | 2 – 0  | Perfumerías Avenida  | 98 - 91 | 73 - 67 |         |

### Final Four
Le gare di semifinale si sono disputate il 12 aprile, le finali il 14 aprile 2024.
|  | Semifinali                | Semifinali |                 |                           | Finale                   | Finale |
|  |                           |            |                 |                           |                          |        |
|  | Fenerbahçe Alagoz Holding | 89         |                 |                           |                          |        |
|  | Fenerbahçe Alagoz Holding | 89         |                 |                           |                          |        |
|  | CBK Mersin Yenişehir Bld  | 80         |                 |                           |                          |        |
|  | CBK Mersin Yenişehir Bld  | 80         |                 | Fenerbahçe Alagoz Holding | 106                      |        |
|  |                           |            |                 | Fenerbahçe Alagoz Holding | 106                      |        |
|  |                           |            |                 |                           | Villeneuve d'Ascq LM     | 73     |
|  | Villeneuve d'Ascq LM      | 84         |                 |                           | Villeneuve d'Ascq LM     | 73     |
|  | Villeneuve d'Ascq LM      | 84         |                 |                           |                          |        |
|  | ZVVZ USK Praha            | 78         |                 |                           |                          |        |
|  | ZVVZ USK Praha            | 78         | Finale 3° posto |                           |                          |        |
|  |                           |            |                 |                           |                          |        |
|  |                           |            |                 |                           | CBK Mersin Yenişehir Bld | 67     |
|  |                           |            |                 |                           | CBK Mersin Yenişehir Bld | 67     |
|  |                           |            |                 |                           | ZVVZ USK Praha           | 95     |

#### Finale
| Arbitri: | Ariadna Chueca Viola Györgyi Gvidas Gedvilas |

|                                    |          |                                                        |
| Collier 36 Meesseman 30 McBride 23 | Punti    | 18 Janelle Salaun 14 Kamiah Smalls 13 Shavonte Zellous |
| Yvonne Anderson 13                 | Assist   | 5 Maxuella Lisowa Mbaka                                |
| Napheesa Collier 8                 | Rimbalzi | 9 Janelle Salaun                                       |

## Verdetti
- Vincitrice:  Fenerbahçe Alagoz Holding (2º titolo)
Formazione: Sevgi Uzun, Idil Sacalir, Alperi Onar, Emma Meesseman, Yvonne Anderson, Nikolina Milic, Tilbe Senyurek, Kayla McBride, Marieme Badiane, Napheesa Collier, Marija Lekovic, Kitija Laksa.[4]

Allenatrice: Valérie Garnier.